# 7 Wonders
7 Wonders (укр. 7 Чудес) — настільна гра, створена Антуаном Бозою у 2010 році та вперше видана Repos Production. У грі використовується три колоди карт, що зображують історичні цивілізації, військові конфлікти та комерційну діяльність. Гра отримала схвальні відгуки критиків при випуску та виграла численні нагороди, включаючи першу премію Kennerspiel des Jahres у 2011 році.

## Ігровий процес
7 Wonders — гра з колодою карт, яка зображує давні цивілізації. На початку гри кожен гравець випадковим чином отримує ігрову дошку, що називається «Дошка чудес». На кожній дошці зображено одне з семи чудес стародавнього світу за Антипатром Сідонським. Гравці розміщують карти, що представляють різні матеріали та структури, навколо своїх Дошок чудес. Дошки двосторонні: чудеса на стороні A зазвичай легше будувати, тоді як на стороні B вони надають більш цікаві переваги.
7 Wonders грається протягом трьох епох, загалом 18 ходів, відомих як Епохи I, II та III, кожна з яких використовує власні колоди карт. У кожній епосі кожному гравцеві випадковим чином роздаються сім карт. Гра використовує механіку добору карт, коли, один раз за хід, кожен гравець обирає карту для гри з руки, а потім передає решту карт наступному гравцеві. Цей процес повторюється, доки не буде зіграно п'ять із семи карт. Потім кожен гравець повинен обрати одну з двох залишених карт і відкинути іншу.
Кожна карта епохи представляє структуру, а гра карти називається побудовою структури. Щоб побудувати структуру, гравець повинен сплатити вартість будівництва монетами або одним чи декількома з семи видів ресурсів, а потім розмістити її біля своєї Дошки чудес. Гравець, який не має необхідних ресурсів, може заплатити своїм сусідам, щоб скористатися їхніми ресурсами, зазвичай за два монети за ресурс, якщо вони є в наявності.
Деякі карти також належать до безкоштовних будівельних ланцюгів. Карти, зіграні в попередніх епохах, можуть дозволити гравцям безкоштовно будувати карти в епохах 2 і 3.
Замість побудови структури гравець може вибрати відкинути карту епохи, щоб заробити три монети з банку, або використати карту для побудови етапу дива. Дошки чудес мають від двох до чотирьох етапів, що показані в нижній частині. Щоб побудувати етап дива, гравець повинен заплатити вартість ресурсу, вказану на етапі, а потім помістити карту епохи під дошку дива на відповідне місце.
Є сім типів карт епох, що представляють різні типи структур, які визначаються кольором їхнього фону:
1. Коричневі карти (сировинні матеріали) надають один або два з чотирьох сировинних ресурсів, які використовуються в грі (дерево, руда, глина та камінь).
2. Сірі карти (перероблені товари) надають один із трьох перероблених товарів, які використовуються в грі (скло, папірус та тканини).
3. Червоні карти (військові структури) містять символи «щитів»; ці символи додаються для визначення військової сили гравця, яка використовується для розв'язання конфліктів наприкінці кожної епохи.
4. Сині карти (цивільні структури) надають певну кількість очок перемоги.
5. Жовті карти (комерційні структури) мають декілька ефектів: вони можуть надавати монети, ресурси та/або очки перемоги або знижувати вартість купівлі ресурсів у сусідів.
6. Зелені карти (наукові структури) кожна мають один із трьох символів. Комбінації символів приносять очки перемоги.
7. Фіолетові карти (гільдії) зазвичай надають очки перемоги на основі структур, побудованих гравцем та/або його сусідами.

Коричневі та сірі карти з'являються тільки в колодах Епох I і II, а фіолетові карти — лише в колоді Епохи III.
Наприкінці кожної епохи вирішуються військові конфлікти між сусідами. Це здійснюється шляхом порівняння кількості символів щитів на червоних картах гравців, і нарахування очок перемоги відповідно. Після того як усі три колоди будуть зіграні, гравці підраховують свої очки в усіх різних розвинених областях (цивільна, наукова, комерційна тощо). Перемагає гравець з найбільшою кількістю переможних очок.
У базовій грі є сім способів отримання переможних очок:
1. Військові перемоги — одне очко за кожну перемогу (наявність найбільшої кількості щитів) під час першої епохи, 3 за другу епоху та 5 за третю. Кожна поразка змушує гравця втратити 1 очко незалежно від епохи.
2. Золоті монети — одне очко за кожні 3 монети, які має гравець наприкінці гри.
3. Етапи дива — багато етапів дива надають фіксовану кількість очок.
4. Цивільні структури (сині карти) — кожна структура надає фіксовану кількість очок.
5. Комерційні структури (жовті карти) — комерційні структури Епохи III надають очки на основі певних структур, побудованих гравцем.
6. Гільдії (фіолетові карти) — гільдії надають кілька способів отримання очок, більшість з яких базується на типах структур, побудованих гравцем та/або його сусідами.
7. Наукові структури (зелені карти) — кожна зелена карта має символ — планшет, компас або шестерню. Одна карта типу надає одне очко, але дві карти надають чотири; кількість очок дорівнює квадрату кількості наявних символів. Крім того, кожен набір планшету, компасу та шестерні приносить 7 очок.

## Доповнення

### «7 Wonders: Leaders» (2011)
Це доповнення вводить карти лідерів із білим фоном, яких можна залучити для допомоги місту гравця. 36 карт лідерів засновані на реальних історичних особах або легендах, таких як Амітіс, Александр, Архімед, Аристотель, Цариця Савська, Цезар, Клеопатра, Крез, Евклід, Хаммурапі, Ганнібал, Хатшепсут, Хірам, Гіпатія, Імхотеп, Юстиніан, Леонід, Меценат, Мідас, Навуходоносор, Нефертіті, Нерон, Перикл, Фідій, Платон, Праксітель, Птолемей, Піфагор, Рамзес, Сапфо, Соломон, Томиріс, Варрон, Вітрувій, Ксенофонт та Зенобія. У правилах наведено коротку біографію кожного лідера.
Гра з доповненням Leaders змінює механіку гри, оскільки другим кроком після вибору Дошки чудес є вибір лідерів. Кожному гравцеві роздають чотири карти лідерів, і карти добираються. На початку кожної епохи гравці можуть залучити одного лідера, сплативши його вартість монетами та розмістивши в грі. Як і з картами епох, замість залучення лідера гравець може відкинути карту, щоб отримати три монети, або побудувати етап дива.
Лідери надають різні здібності, включаючи додаткові способи отримання переможних очок, ресурсів або монет, зниження вартості ресурсів, комерційні переваги, додаткові щити та наукові символи. Наприклад, карта «Цезар» надає два щити, а «Мідас» — одне додаткове переможне очко за кожні три монети, які має гравець наприкінці гри.
Доповнення включає чотири додаткові карти гільдій і одну додаткову Дошку чуда — Колізей у Римі, яка надає можливості, пов'язані з новими картами лідерів.

### «7 Wonders: Cities» (Серпень 2012)
Доповнення «Cities» додає дев'ять карток міст (з чорним фоном) до кожної колоди карток епох. Кількість карток міст, які додаються до кожної епохи, відповідає кількості гравців, що означає, що тепер кожна епоха складається з семи раундів гри.
Картки міст значно впливають на ігровий процес, оскільки багато з них є потужнішими, хоча й дорожчими версіями вже наявних карток. Наприклад, картка «Контингент» з епохи III забезпечує п'ять щитів, порівняно з трьома, які надають червоні картки епохи III. Також картки міст вводять нові механіки, такі як дипломатія, яка дозволяє гравцеві уникати військових конфліктів протягом однієї епохи, або грошові втрати, що змушують суперників платити монети до банку або втрачати очки, якщо вони не можуть чи не хочуть платити.
Додавання карток міст збільшує загальну кількість доступних для гри карток в кожній епосі до 56, що дозволяє грати у форматі на вісім гравців або в командному режимі з чотирма командами по двоє. У командній грі партнери можуть бачити картки один одного та обговорювати, які грати, при цьому ефект дипломатії змінюється.
Доповнення «Cities» також містить три нові гільдійні картки, шість карток лідерів (Аспасія, Береніка, Калігула, Дарій, Діоклетіан, Семіраміда) і два нових поля Чудес (Айя-Софія в Константинополі та Ель-Хазне в Петрі). Багато з нововведень мають унікальні властивості, пов'язані з картками міст або новими механіками.

### «7 Wonders: Wonder Pack» (Травень 2013)
Це доповнення додає чотири нові поля Чудес: Абу-Сімбел, Велику Китайську стіну, Стоунхендж та Маннекен Піс у Брюсселі (рідному місті творців гри).

### «7 Wonders: Babel» (Грудень 2014)
«Babel» складається з двох доповнень, які можна використовувати окремо або разом. Перше доповнення — «Вежа Вавилону», де гравці можуть вирішити будувати вежу. Скидаючи картку, гравці можуть викладати плитку на вежу, що впливає на гру (наприклад, встановлення податків на будівництво Чудес або надання грошових бонусів за будівництво певних карток), доки вона не буде покрита наступною плиткою. Гравці заробляють очки залежно від кількості викладених плиток. Друге доповнення — «Великі проєкти Вавилону». В гру вводиться будівля певного кольору, і кожного разу, коли гравець розігрує картку цього кольору, він може заплатити вартість, щоб взяти участь у будівництві Великого проєкту. Якщо проєкт вдається, всі учасники отримують винагороду, а ті, хто не брав участі, залишаються без неї. Якщо проєкт не вдається, учасники залишаються без нагороди, а ті, хто не брав участі, отримують покарання.

### «7 Wonders: Leaders Anniversary Pack» та «Cities Anniversary Pack» (2017)
Ці доповнення додають нові картки Лідерів та картки Міст з новими ефектами. Нові Лідери — це визначні жінки історії: Аглаоніка, Агрипіна, Арсіноя, Корнелія, Киніска, Енхедуанна, Евріпіла, Горго, Македа, Нітокріс, Октавія, Фріна, Роксана, Телесилла та Теано.

### «7 Wonders: Armada» (Жовтень 2018)
«Armada» додає морську дошку для кожного гравця та чотири кораблі: червоний, синій, жовтий і зелений. Розігруючи картку одного з цих кольорів, гравці можуть заплатити додаткову вартість, щоб просунути відповідний корабель на дошці. Просування кожного корабля надає різні бонуси: червоний корабель підвищує морську силу, яка порівнюється з усіма гравцями наприкінці епохи, а не лише із сусідами; жовтий корабель приносить монети; синій корабель додає очки перемоги; зелений корабель дозволяє гравцям відкривати острови, що надають додаткові бонуси.

### «7 Wonders Second Edition» (2020)
Друге видання «7 Wonders» вийшло у 2020 році.Графіку, чудеса в базовій грі, а також вартість і ланцюги карток було трохи змінено. Найбільш помітною зміною стало заміщення Гільдії стратегів на Гільдію декораторів, яка надає 7 очок, якщо всі етапи Чуда гравця побудовані до кінця гри. Олімпія і Вавилон зазнали найбільших змін у властивостях. Доповнення «Leaders», «Cities» та «Armada» також були оновлені у графіці та властивостях у другому виданні. Це видання було локалызовано в Україні видавництвом Ігромаг.

## Спін-офи

### «7 Wonders: Duel» (Жовтень 2015)
«7 Wonders: Duel» — це версія «7 Wonders» для двох гравців, у якій вони чергуються у виборі карток із перекритої піраміди. Версія гри для iOS та Android була випущена Repos Digital у 2019 році. Огляд Ars Technica зазначив, що «гра має три умови перемоги — цивільну, наукову та військову, що змушує вас балансувати між різними стратегіями, і в цілому грає як блискавично швидкий, бездощковий матч у Civilization». Гра також потрапила до списку New York Times, де рецензенти відзначили її численні способи перемоги, складність, реіграбельність та стратегію, але критикували за важкість навчання. Dicebreaker також вважає її однією з найкращих ігор з драфтом карт. IGN вважає її кращою за оригінал і схвально відгукується про нову систему драфту. У 2020 році Repos Production випустила міні-розширення для друку, «7 Wonders Duel: Solo», яке стало першою можливістю для одиночної гри в серії «7 Wonders». Гра була високо оцінена на сайті Board Game Hits: «[цей] одиночний варіант зберігає основний ігровий процес».

### «7 Wonders: Duel – Pantheon» (Жовтень 2016)
Доповнення до «7 Wonders: Duel» додало нові властивості завдяки обертовому пантеону богів та двом новим Чудам.

### «7 Wonders: Duel – Agora» (Січень 2021)
Додає Сенат із новими механіками на основі карток сенаторів і «змовників». Доповнення містить два нових токени та два нових Чуда, пов'язаних із цією темою, а також нову «політичну перемогу».

### «7 Wonders: Architects» (2021)
Абсолютно нова гра, заснована на декількох колодах і Чудах, які складаються з різних частин, що гравці мають будувати. Видавці зазначили, що ця гра більш дружня до сімейної аудиторії, але все ще досить глибока для досвідчених гравців. Гру було рекомендовано для «Spiel des Jahres» у 2022 році.

## Визнання
Гра високо оцінена та виграла понад 30 нагород у галузі настільних ігор, зокрема першу премію Kennerspiel des Jahres у 2011 році. Гру визнано однією з найбільш впливових настільних ігор останнього десятиліття, і вона була високо оцінена Polygon за свою оригінальність. Гра також виграла премію Vuoden Aikuistenpeli (Фінляндія) за гру для дорослих у 2011 році.